# 名寄市
名寄市（なよろし）は、北海道北部（道北地方）に位置し、上川総合振興局に属する市である。

## 概要

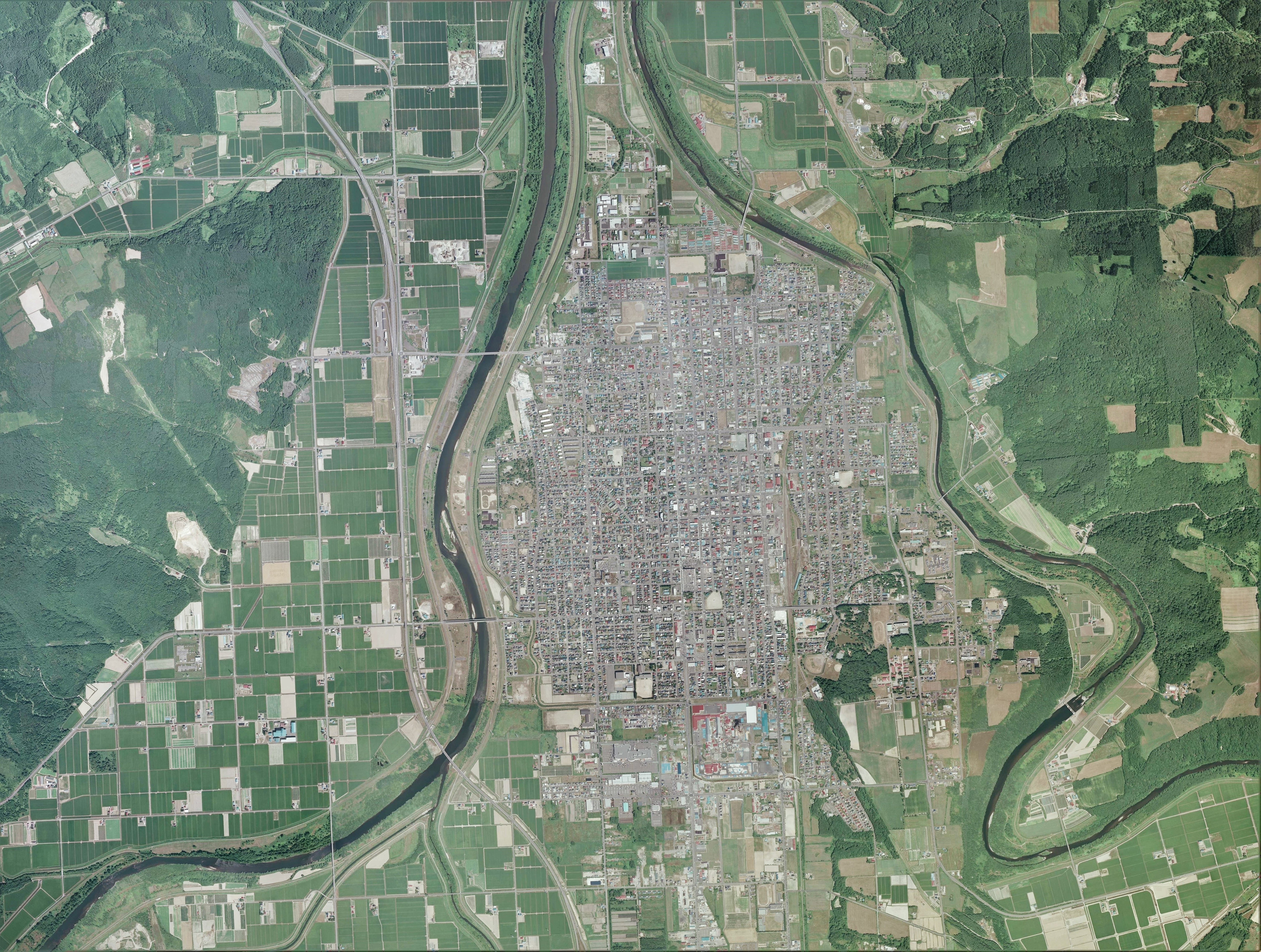
名寄市中心部周辺の空中写真。2011年8月13日撮影の12枚を合成作成。
。

名寄市は名寄盆地に位置する市であり、農産物の集散地として発展してきた。上川地方北部、すなわち塩狩峠以北の中心都市であり、上川管内北部の中心都市となっている。近年は餅米の有数の産地として知られ、農業が基幹産業となっている。

## 地理

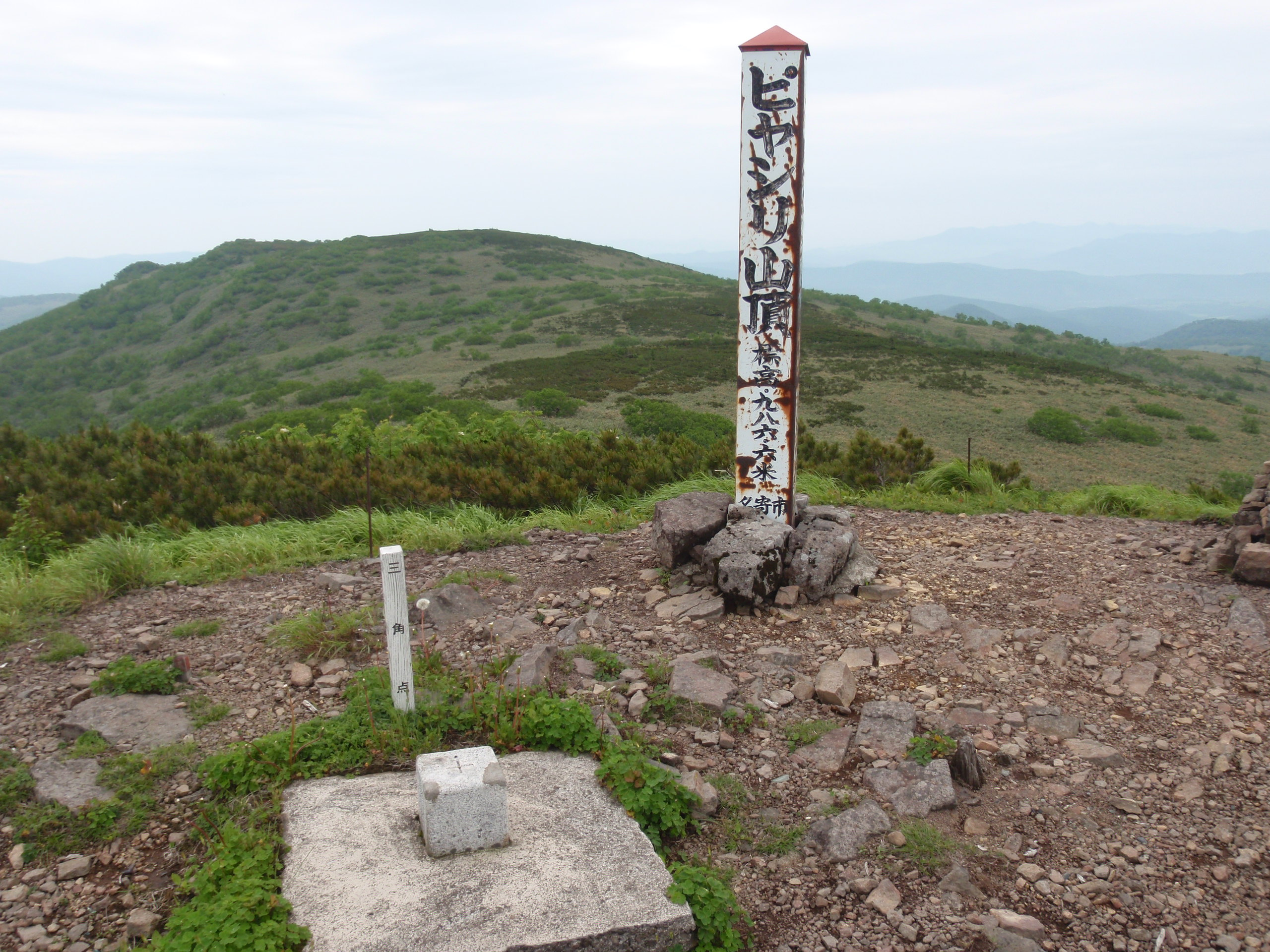
標高987 mのピヤシリ山の山頂に設置されている三角点と、山頂からの眺め。なお、名寄ピヤシリスキー場はピヤシリ山には無く、ピヤシリ山の西に位置する九度山の南斜面を、天塩川の支流の1つであるピヤシリ川が流れる谷へと滑る。

### 地勢
北海道北部にある名寄盆地の主な河川として天塩川と、その支流の名寄川などが知られる。名寄市の市街地は、この天塩川と名寄川の合流点のやや上流側、ちょうど2つの川に挟まれた地域に形成された。

### 地域

#### 住宅団地
- 道営住宅ノースタウン名寄
- 道営住宅サンピラー名寄
- 道営住宅マーガレットヴィラ

### 人口
| |                                        |  |
| 名寄市と全国の年齢別人口分布（2005年） | 名寄市の年齢・男女別人口分布（2005年） |  |
| ■紫色 ― 名寄市 ■緑色 ― 日本全国 | ■青色 ― 男性 ■赤色 ― 女性              |  |
| 名寄市（に相当する地域）の人口の推移 \| 1970年（昭和45年） \| 43,874人 \| \| \| 1975年（昭和50年） \| 42,732人 \| \| \| 1980年（昭和55年） \| 42,222人 \| \| \| 1985年（昭和60年） \| 41,069人 \| \| \| 1990年（平成2年） \| 37,194人 \| \| \| 1995年（平成7年） \| 34,664人 \| \| \| 2000年（平成12年） \| 33,328人 \| \| \| 2005年（平成17年） \| 31,628人 \| \| \| 2010年（平成22年） \| 30,582人 \| \| \| 2015年（平成27年） \| 29,048人 \| \| \| 2020年（令和2年） \| 27,282人 \| \| |                                        |  |
| 総務省統計局 国勢調査より |                                        |  |
| 1970年（昭和45年） | 43,874人                               |  |
| 1975年（昭和50年） | 42,732人                               |  |
| 1980年（昭和55年） | 42,222人                               |  |
| 1985年（昭和60年） | 41,069人                               |  |
| 1990年（平成2年） | 37,194人                               |  |
| 1995年（平成7年） | 34,664人                               |  |
| 2000年（平成12年） | 33,328人                               |  |
| 2005年（平成17年） | 31,628人                               |  |
| 2010年（平成22年） | 30,582人                               |  |
| 2015年（平成27年） | 29,048人                               |  |
| 2020年（令和2年） | 27,282人                               |  |

#### 消滅集落
2015年の国勢調査によれば、以下の集落は調査時点で人口0人の消滅集落であった。
- 名寄市 - 風連町字池の上、智恵文智東

### 隣接する自治体
- 上川総合振興局管内
  - 士別市
  - 上川郡下川町
  - 中川郡美深町
  - 雨竜郡幌加内町

## 気候
ケッペンの気候区分によると、名寄市は亜寒帯湿潤気候または湿潤大陸性気候に属する。寒暖の差が大きく気温の年較差、日較差が大きい顕著な大陸性気候である。降雪量が多く、周辺の自治体と同様に特別豪雪地帯に指定されている。
冬季に-25℃を下回る気温が観測されることが珍しくなく、1月の平均気温は-8.6℃、2月の平均最低気温は-14.9℃と、日本の市の中では最も低い。空気中の水蒸気が凍って出来るダイヤモンドダストや太陽光が反射して光の柱のように見えるサンピラー（太陽柱）現象が市の名物にもなっている。夏場は最高気温が30℃を超える日も多いが、朝晩は15℃前後にまで低下することが多く涼しい。
| 名寄（名寄市大橋、標高89 m）の気候                            | 名寄（名寄市大橋、標高89 m）の気候 | 名寄（名寄市大橋、標高89 m）の気候 | 名寄（名寄市大橋、標高89 m）の気候 | 名寄（名寄市大橋、標高89 m）の気候 | 名寄（名寄市大橋、標高89 m）の気候 | 名寄（名寄市大橋、標高89 m）の気候 | 名寄（名寄市大橋、標高89 m）の気候 | 名寄（名寄市大橋、標高89 m）の気候 | 名寄（名寄市大橋、標高89 m）の気候 | 名寄（名寄市大橋、標高89 m）の気候 | 名寄（名寄市大橋、標高89 m）の気候 | 名寄（名寄市大橋、標高89 m）の気候 | 名寄（名寄市大橋、標高89 m）の気候 |
| 月                                                            | 1月                                | 2月                                | 3月                                | 4月                                | 5月                                | 6月                                | 7月                                | 8月                                | 9月                                | 10月                               | 11月                               | 12月                               | 年                                 |
| ------------------------------------------------------------- | ---------------------------------- | ---------------------------------- | ---------------------------------- | ---------------------------------- | ---------------------------------- | ---------------------------------- | ---------------------------------- | ---------------------------------- | ---------------------------------- | ---------------------------------- | ---------------------------------- | ---------------------------------- | ---------------------------------- |
| 最高気温記録 °C （°F）                                        | 5.5 (41.9)                         | 11.9 (53.4)                        | 14.8 (58.6)                        | 26.4 (79.5)                        | 32.2 (90)                          | 35.4 (95.7)                        | 36.4 (97.5)                        | 35.6 (96.1)                        | 31.3 (88.3)                        | 27.6 (81.7)                        | 20.2 (68.4)                        | 10.3 (50.5)                        | 36.4 (97.5)                        |
| 平均最高気温 °C （°F）                                        | −4.2 (24.4)                        | −2.7 (27.1)                        | 2.0 (35.6)                         | 9.3 (48.7)                         | 17.5 (63.5)                        | 22.3 (72.1)                        | 25.6 (78.1)                        | 25.7 (78.3)                        | 21.4 (70.5)                        | 14.2 (57.6)                        | 5.3 (41.5)                         | −1.8 (28.8)                        | 11.2 (52.2)                        |
| 日平均気温 °C （°F）                                          | −8.6 (16.5)                        | −8.0 (17.6)                        | −3.0 (26.6)                        | 3.8 (38.8)                         | 10.8 (51.4)                        | 15.6 (60.1)                        | 19.5 (67.1)                        | 19.9 (67.8)                        | 15.2 (59.4)                        | 8.3 (46.9)                         | 1.5 (34.7)                         | −5.4 (22.3)                        | 5.8 (42.4)                         |
| 平均最低気温 °C （°F）                                        | −14.7 (5.5)                        | −14.9 (5.2)                        | −9.1 (15.6)                        | −1.7 (28.9)                        | 4.1 (39.4)                         | 9.6 (49.3)                         | 14.4 (57.9)                        | 15.1 (59.2)                        | 9.9 (49.8)                         | 3.1 (37.6)                         | −2.3 (27.9)                        | −10.1 (13.8)                       | 0.3 (32.5)                         |
| 最低気温記録 °C （°F）                                        | −34.5 (−30.1)                      | −35.7 (−32.3)                      | −30.2 (−22.4)                      | −16.5 (2.3)                        | −5.9 (21.4)                        | −1.0 (30.2)                        | 3.4 (38.1)                         | 4.3 (39.7)                         | 0.3 (32.5)                         | −6.0 (21.2)                        | −18.1 (−0.6)                       | −29.4 (−20.9)                      | −35.7 (−32.3)                      |
| 降水量 mm （inch）                                            | 49.4 (1.945)                       | 38.7 (1.524)                       | 44.2 (1.74)                        | 45.5 (1.791)                       | 60.6 (2.386)                       | 65.2 (2.567)                       | 129.4 (5.094)                      | 136.1 (5.358)                      | 138.1 (5.437)                      | 115.6 (4.551)                      | 108.5 (4.272)                      | 83.1 (3.272)                       | 1,006.8 (39.638)                   |
| 降雪量 cm （inch）                                            | 186 (73.2)                         | 147 (57.9)                         | 128 (50.4)                         | 33 (13)                            | 0 (0)                              | 0 (0)                              | 0 (0)                              | 0 (0)                              | 0 (0)                              | 3 (1.2)                            | 104 (40.9)                         | 225 (88.6)                         | 829 (326.4)                        |
| 平均月間日照時間                                              | 58.6                               | 79.1                               | 116.2                              | 147.9                              | 178.1                              | 159.7                              | 148.7                              | 142.0                              | 139.4                              | 109.9                              | 50.7                               | 37.6                               | 1,367.8                            |
| 出典1：理科年表                                               |                                    |                                    |                                    |                                    |                                    |                                    |                                    |                                    |                                    |                                    |                                    |                                    |                                    |
| 出典2：気象庁（平均値：1991年 - 2020年、極値：1976年 - 現在） |                                    |                                    |                                    |                                    |                                    |                                    |                                    |                                    |                                    |                                    |                                    |                                    |                                    |

## 歴史
名寄市付近は縄文時代からヒトが居住してきた地域であったと考えられている。アイヌ民族が居住してきた地域でもあり、精霊コロポックルの民俗伝承が残る地域である。

### 年表
- 1888年（明治30年）6月30日 -同日付の道庁告示第140号で、上川郡上名寄村と中川郡下名寄村を置村[6]。
- 1900年（明治33年） - 山形県東栄村（旧藤島町、現鶴岡市）から開拓団が集団移住した。
- 1902年（明治35年） - 上名寄、多寄、下多寄の各村が剣淵戸長役場（現在の剣淵町）から分離し、戸長役場を上名寄に設置された。
- 1903年（明治36年） - 旭川からの鉄道（現在の宗谷本線）が開通。
- 1907年（明治40年） - 下名寄外一村戸長役場（現在の美深町）を分離した。
- 1909年（明治42年） - 二級町村制を施行し、上名寄村（かみなよろむら）が誕生。
- 1915年（大正4年） - 一級町村制施行と同時に名寄町に改称。
- 1920年（大正9年） - 智恵文村が下名寄村（現在の美深町）から分村した。
- 1924年（大正12年） 下川村（現在の下川町）を分村した。
- 1954年（昭和29年）8月1日 - 智恵文村と新設合併し名寄町となった[7]。
- 1956年（昭和31年）4月1日 - 市制施行し、旧・名寄市となった[7]。
- 2000年（平成12年）8月1日 - 名寄市開拓100年記念式典を開催[8]。
- 2002年（平成14年）- 過疎地域に指定された。
- 2005年（平成17年）2月28日 - 風連町（上川郡旧多寄村字風連）との合併調印式挙行[7]。
- 2006年（平成18年）3月27日 - （旧）名寄市、風連町と合併し、新・名寄市が発足した[7][注 1]。

### 地名の由来
アイヌ語で現在の名寄川と天塩川の合流点を指していた名と考えられる「ナイオㇿプトゥ（nay-or-putu）」（川・の所・の口）に由来するとされる。また、名寄川それ自体も「ナイ（nay）」あるいは「ナイオㇿ（nay-or）」と呼ばれていたとされる。
この名寄川それ自体を指す「ナイオㇿ」、2つの川の合流点を指す「ナイオㇿプトゥ」は、江戸時代後期の1700年代末から1800年代にかけて、探検家や役人の残した文献、地図に「ナエロ（ナエフツ）」「ナヨロフト」「ナヨロ」「ナイブツ」などとして表記された。例えば幕末の探検家松浦武四郎は『天之穂日誌』で「此処をナイフトと云うはナヨロフトの詰語なり」と記し、『天塩日誌』においても「左ナイブト 本名ナヨロフト」としている。
その後、和人が流入し、「ナヨロ」「ナヨロフト（ナイブト）」に漢字を当てた際に、「奈与呂」「奈余路」「奈伊太」などが当てられたものの、1888年の上名寄村・下名寄村置村以降、行政的には「名寄」「名寄太」が使われた。なお「名寄」の字を当てた経緯は不明である。

## 政治

### 行政

#### 役所
- 名寄市役所（名寄庁舎・風連庁舎）
  - 智恵文支所

#### 市長
歴代市長
| 代   | 氏名       | 就任日                    | 退任日                    |
| ---- | ---------- | ------------------------- | ------------------------- |
| 初代 | 名取忠夫   | 1956年（昭和31年）4月1日  | 1958年（昭和33年）8月29日 |
| 2代  | 池田幸太郎 | 1958年（昭和33年）8月30日 | 1974年（昭和49年）8月29日 |
| 3代  | 石川義雄   | 1974年（昭和49年）8月30日 | 1986年（昭和61年）8月29日 |
| 4代  | 桜庭康喜   | 1986年（昭和61年）8月30日 | 1996年（平成8年）9月25日  |
| 5代  | 島多慶志   | 1996年（平成8年）11月3日  | 2010年（平成22年）4月22日 |
| 6代  | 加藤剛士   | 2010年（平成22年）4月23日 | 現職                      |

### 議会

#### 市議会
定数:18

## 施設

### 防衛省
自衛隊
- 陸上自衛隊名寄駐屯地 - 陸上自衛隊の第2師団に属する部隊が駐屯。地域経済への貢献も大きい。

### 警察
警察署
- 北海道旭川方面名寄警察署
  - 西四条北交番
  - 西五条南交番
  - 智恵文駐在所
  - 風連旭駐在所
  - 風連駐在所

#### 消防
本部
- 上川北部消防事務組合消防本部

消防署
- 名寄消防署
  - 風連出張所

### 医療

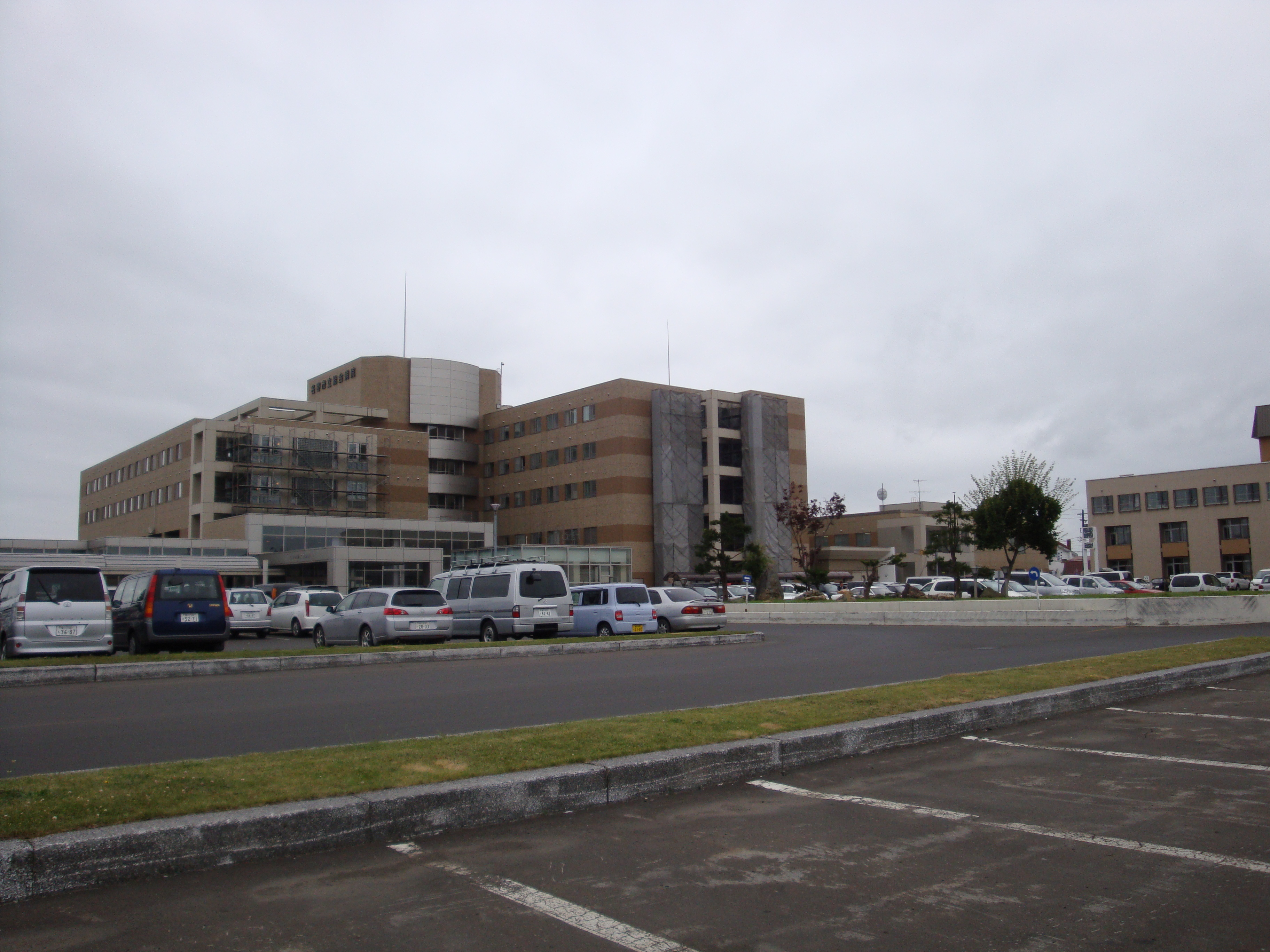
名寄市立総合病院

名寄市は上川北部・宗谷南部地域の医療拠点。医療系の従事者・学生が多いのも名寄市の特徴（名寄市立総合病院は地域センター病院、名寄市立大学は医療系の学科がメインの学校）。
主な病院
- 名寄市立総合病院 - 1984年3月2日に上川北部地域保健医療圏の地域センター病院に指定[11]
- 吉田病院
- 名寄東病院
- 名寄三愛病院

### 郵便局
主な郵便局
- 名寄郵便局（集配局）
- 名寄駅前郵便局
- 名寄西四条郵便局
- 風連郵便局（集配局）

### 文化施設
天文台
- 名寄市立木原天文台（閉館）
- なよろ市立天文台きたすばる
  - 2010年4月16日に新天文台『きたすばる』が開館した[12]。北海道大学との提携で2011年に直径1.6 mの日本最大級の光学望遠鏡が公開された。

図書館
- 市立名寄図書館
- 名寄市立大学図書館

### 運動施設
- 名寄市営球場
- 名寄ピヤシリスキー場
- サンピラー交流館カーリングホール
- なよろ健康の森
- 名寄市スポーツセンター
- 名寄白樺カントリー倶楽部
- 名寄朝日ボウル
- 名寄市B&G海洋センター
- 名寄市風連B&G海洋センター

## 対外関係

### 姉妹都市･提携都市

#### 日本以外
姉妹都市
- カワーサレイクス（カナダ連邦 オンタリオ州）
1969年8月1日 姉妹都市提携。
- ドリンスク（ロシア連邦 サハリン州）
1991年3月25日 友好都市提携。

#### 日本国内
姉妹都市
- 杉並区(関東地方 東京都)
1989年（平成元年）7月13日 姉妹都市提携。
- 鶴岡市（東北地方 山形県）
1996年（平成8年）旧藤島町と姉妹都市提携。

## 経済
名寄市の基幹産業は農業である。また近隣の町村に比べて、名寄市は官公庁の出先機関や民間企業の営業所が比較的多い。かつては宗谷本線の名寄駅から名寄本線と深名線が分岐し、国鉄城下町としても栄えていた。しかし、国鉄分割民営化に伴う大規模な人員異動や希望退職、両路線の廃止によって地域経済は大きな影響を受けた。このあおりを受けて、2002年には過疎地域の指定を受けた。このような中で、商業は量販店の出店も見られた一方で、閉店も相次いできた。

### 第1次産業
基幹産業は農業で、餅米の生産量は日本一を記録したこともある。日本における餅米の大規模な産地としては名寄市付近が最北であり、例えば、三重県伊勢市名物の和菓子「赤福餅」に使われる原材料のもち米は、名寄産を中心に使用している。岡山県岡山市に本店がある和菓子店、廣榮堂の「廣榮堂・元祖きびだんご」ロッテ・雪見だいふくの皮にも名寄産の餅米が使用されている。また、アスパラガスやカボチャの生産も盛んである。ヒマワリ畑も作られ、北海道内では北竜町に次ぐ規模であり、観光資源としても活用されている。

#### 農協
- 道北なよろ農業協同組合（JA道北なよろ）
- 北海道農業共済組合（NOSAI北海道）
  - 名寄家畜診療所

### 第2次産業
冬期間は日本国内でも非常に寒冷な地域であることを利用し、住友ゴム工業がタイヤテストコースを置くといった例も見られる。

### 第3次産業
サンピラーパークには2006年11月に公園管理棟を兼ねたカーリング場が設置された。冬期に寒冷な名寄市は「雪質日本一」をアピールしており、名寄市東部にはピヤシリスキー場が設置されている。ピヤシリスキー場に隣接するスキージャンプ台では大会も開催される。

#### 商業
商業施設(地元企業)
- 西條
- 加藤パイオニアグループ（ホテル・レストラン経営）
- 喜信堂（菓子）
- 東陽軒（菓子）
- 東洋肉店
- ブラジル（喫茶）

かつてあった大型店
- 長崎屋名寄店・三島長崎屋店（2001年1月閉店[15][16]）
- レインボーショップ山田・Y’s（ワイズ）
- 三島名寄中央店（2005年2月に民事再生法の申請に伴って閉店[17]）
- ふじ
- マツヤデンキ
- ダイヤモンド靴店・ハローマック・東京靴流通センター
- TSUTAYA

#### 物流
- ヤマト運輸：名寄中央センター・名寄北センター
- 佐川急便：名寄営業所

### 金融機関

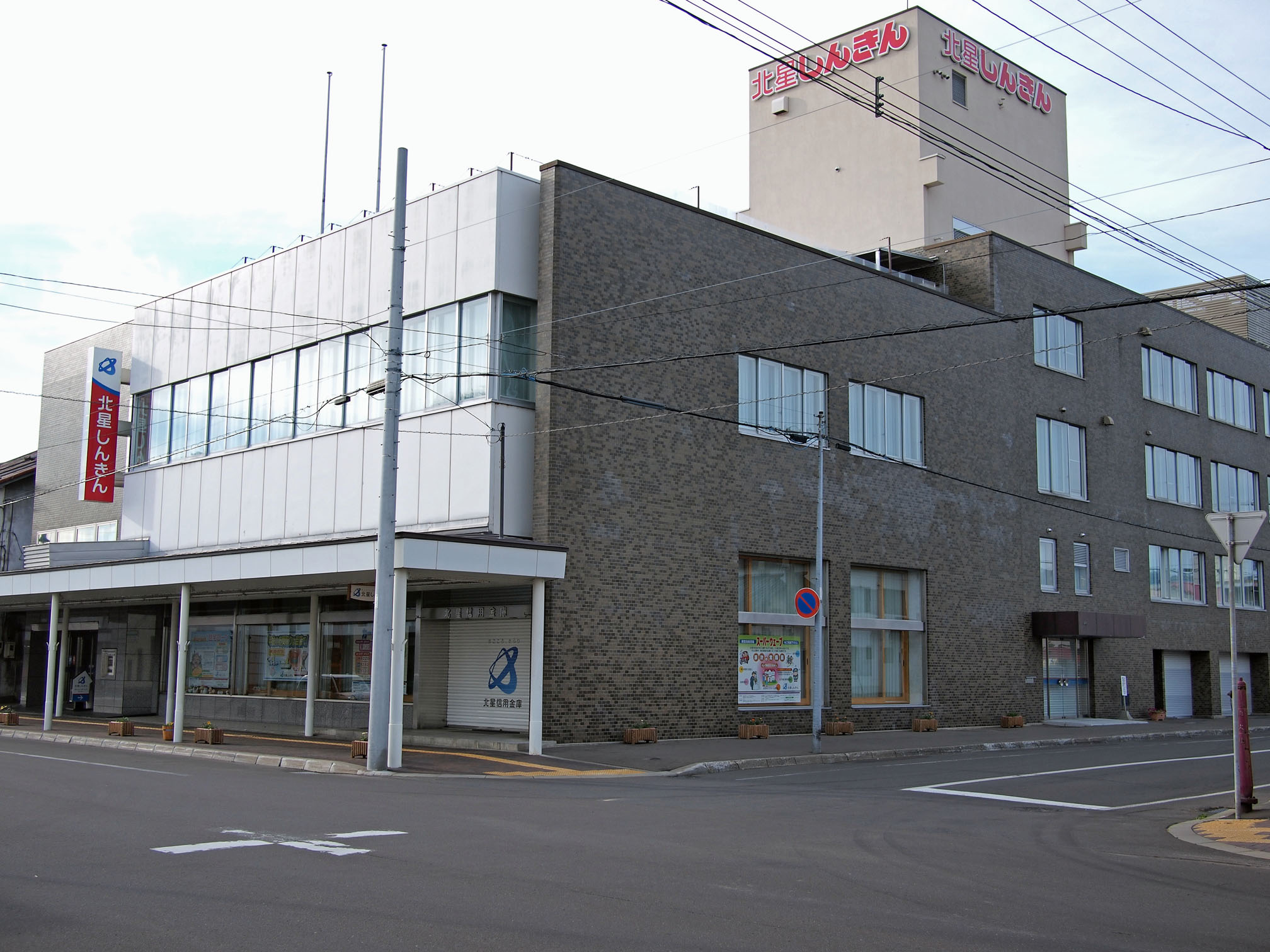
北星信用金庫本店

- 北星信用金庫（本店と4支店、2007年10月9日に名寄信用金庫が士別信用金庫と合併[18]）
- 北見信用金庫名寄支店（紋別信用金庫名寄支店として1973年12月10日に開店[19]）
- 北洋銀行名寄支店
- 北海道労働金庫名寄支店
- 北海道銀行名寄支店

### 名寄市に拠点を置く主な企業
- 住友ゴム工業名寄タイヤテストコース
- マルハニチロ畜産名寄工場

## 情報･通信
名寄市は、市外局番が日本の市部としては珍しく、三笠市(01267)と同じく5桁(01654)である。

### マスメディア

#### 新聞社
- 北海道新聞名寄支局
- 名寄新聞
- 北都新聞[注 3]

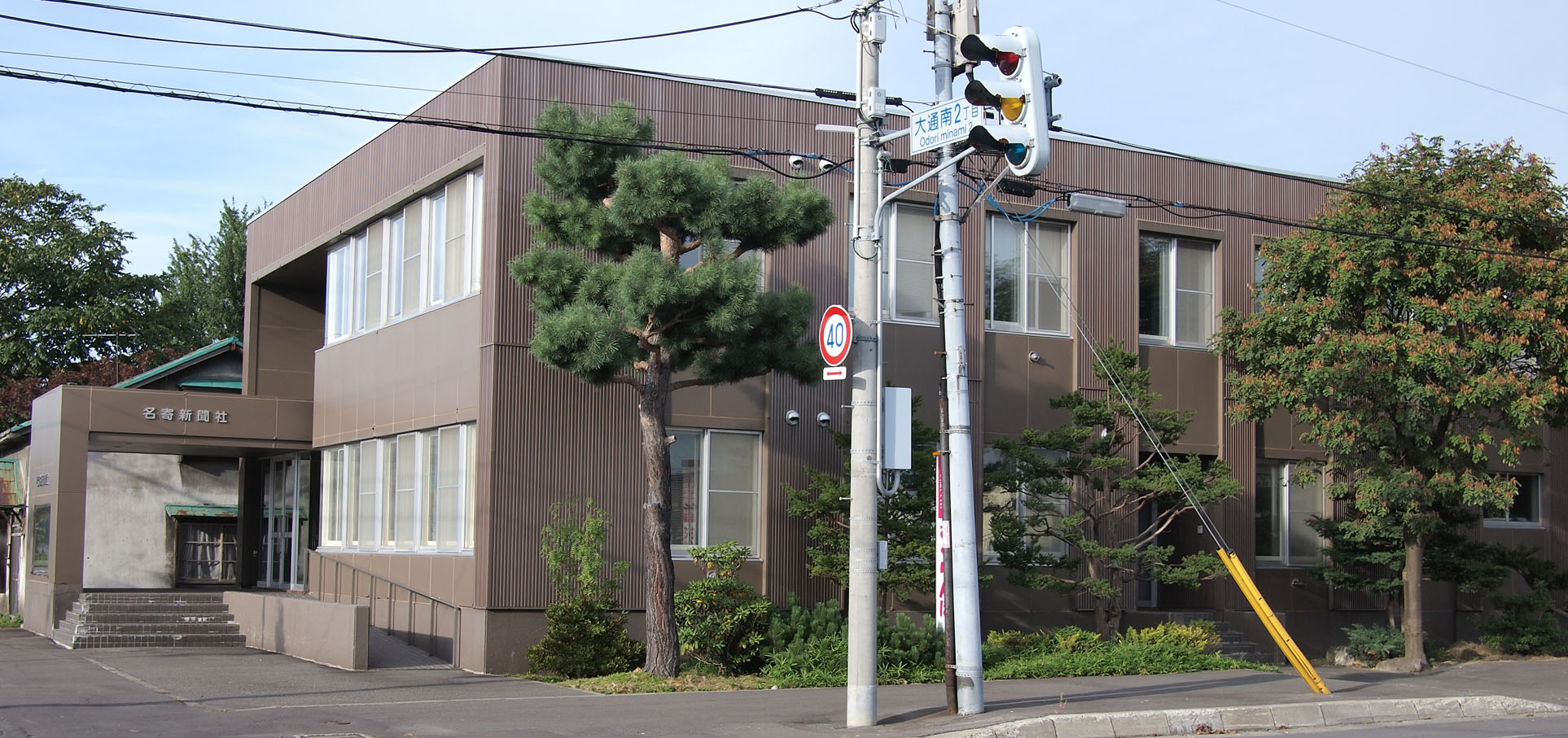
名寄新聞を発行する名寄新聞社
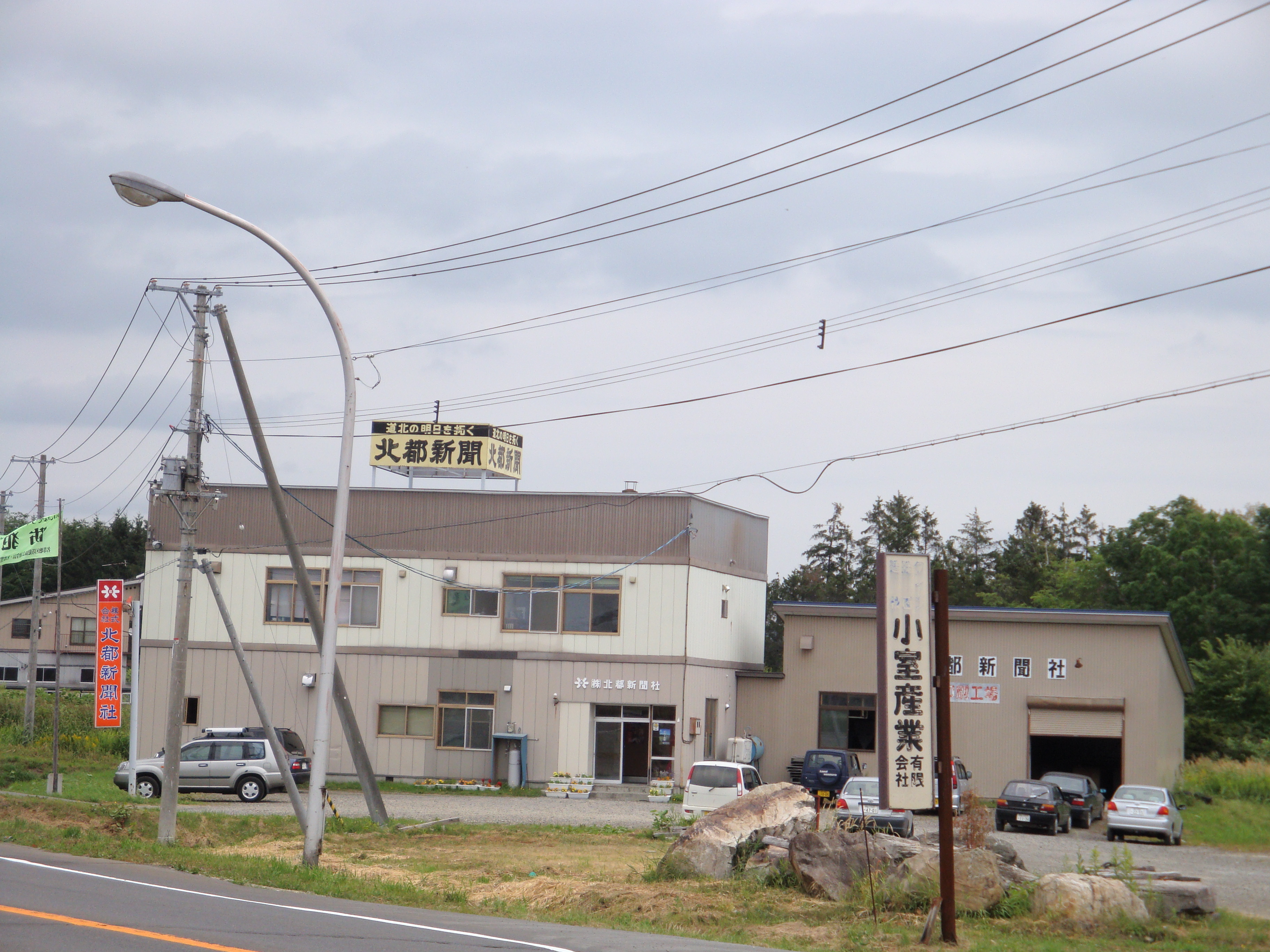
北都新聞を発行する北都新聞社

#### 放送局
ラジオ
- Airてっし（エフエムなよろ、コミュニティFM）78.8 MHz

### 中継局
テレビ
- 名寄テレビ中継局

ラジオ
- 名寄ラジオ中継局

## 教育

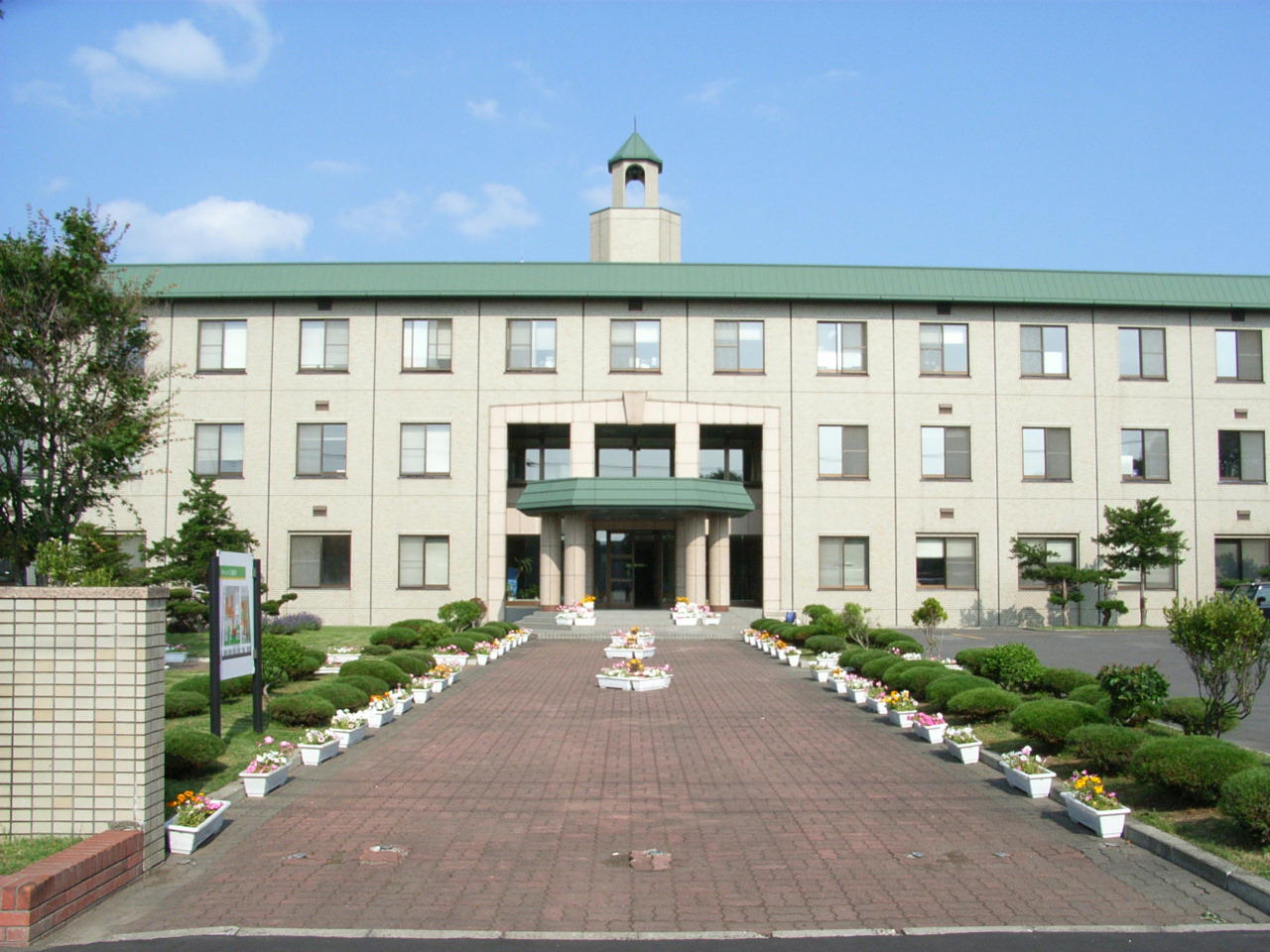
名寄市立大学

### 大学
国立
- 北海道大学森林圏北管理部

市立
- 名寄市立大学

### 高等学校
- 北海道名寄高等学校
- 北海道名寄産業高等学校

（北海道名寄光凌高等学校と北海道名寄農業高等学校を統合し開校）
- 北海道風連高等学校（2011年3月閉校）

### 中学校
市立
- 名寄中学校
- 名寄東中学校
- 智恵文中学校
- 風連中学校

### 小学校
市立
- 名寄小学校
- 名寄南小学校
- 名寄東小学校
- 名寄西小学校
- 中名寄小学校
- 智恵文小学校
- 風連中央小学校

### 幼児教育
幼稚園
- 光名幼稚園
- 名寄大谷認定こども園
- 名寄カトリック幼稚園
- 名寄幼稚園
- 風連幼稚園

## 交通

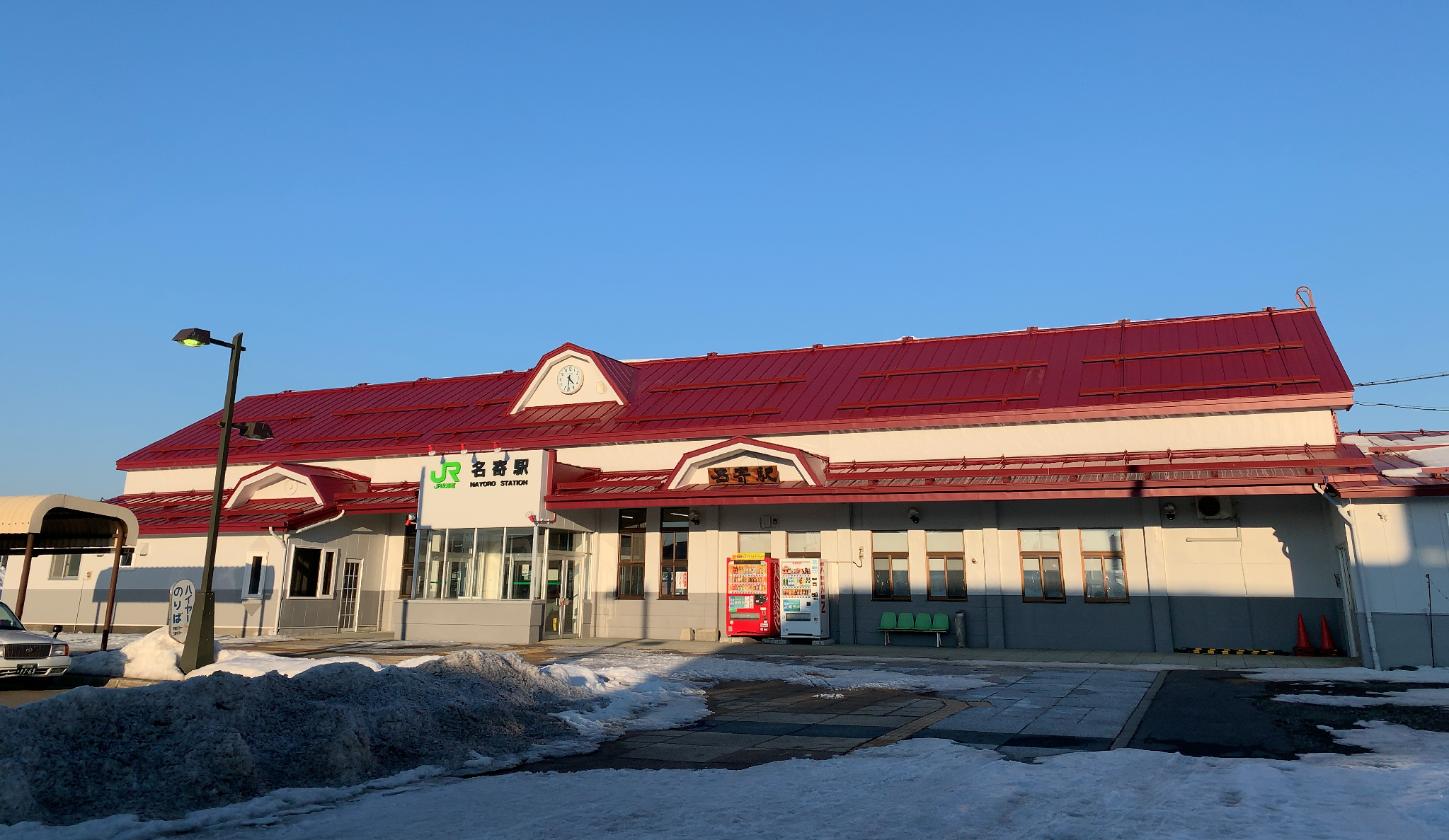
名寄駅

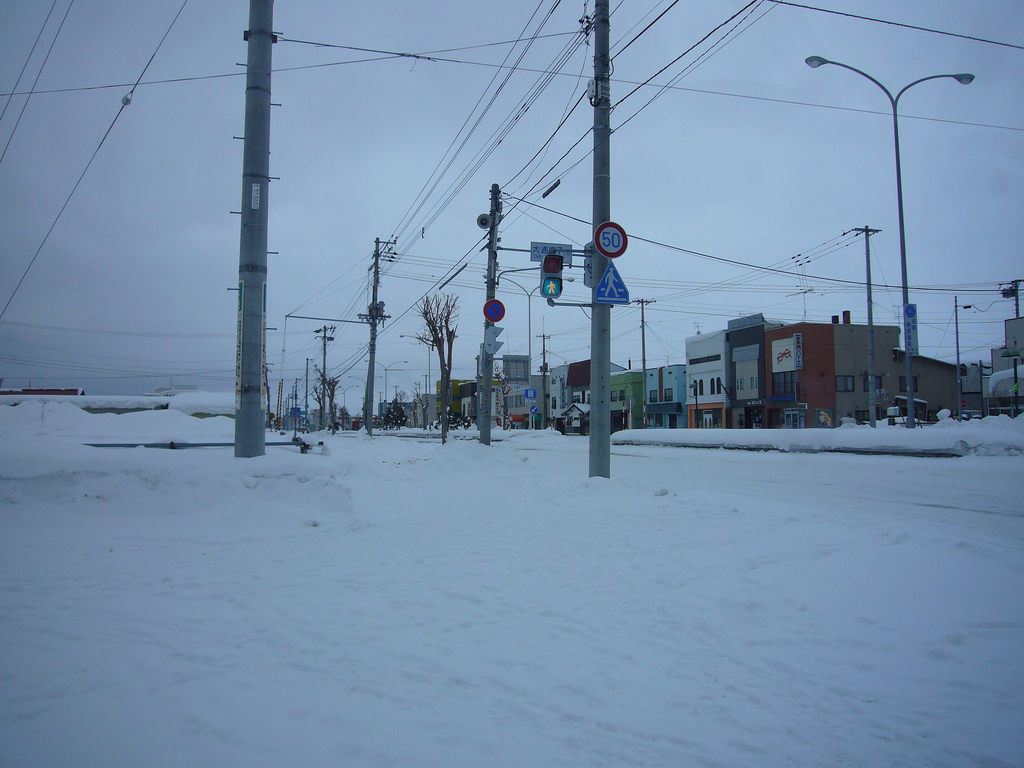
名寄駅前通

### 鉄道
北海道旅客鉄道（JR北海道）
- 宗谷本線 : 風連駅 - 名寄高校駅 - 名寄駅 - 日進駅 - 智恵文駅 - 智北駅
  - 日進駅 - 智恵文駅間にあった北星駅は、2021年3月13日のダイヤ改正時に廃止された[20][21]。

名寄駅から分岐していた名寄本線は1989年5月1日に、深名線は1995年9月4日に廃止された。名寄本線は中名寄駅、深名線は天塩弥生駅と西名寄駅が市内に位置していた。

### バス
- 名士バス
- 道北バス
- 士別軌道（旧・風連町エリア）
- ジェイ・アール北海道バス（深名線）
- 北海道中央バス（高速なよろ号）[注 4]
- 宗谷バス（特急えさし号、特急天北号）[注 4]

### タクシー
- 名寄ハイヤー
- 三浦ハイヤー

### 道路

#### 高速道路
- 名寄美深道路 : 名寄IC - 名寄北IC - 智恵文IC

#### 国道
- 国道40号
- 国道239号

#### 道道
- 北海道道206号下川風連線
- 北海道道252号美深名寄線
- 北海道道292号智恵文停車場線
- 北海道道328号風連停車場線
- 北海道道537号旭士別線
- 北海道道538号旭名寄線
- 北海道道540号名寄停車場線
- 北海道道688号名寄遠別線
- 北海道道729号朱鞠内風連線
- 北海道道758号パンケ風連線
- 北海道道760号智恵文美深線
- 北海道道798号西風連名寄線
- 北海道道850号瑞生下士別線
- 北海道道939号日進名寄線
- 北海道道976号西風連士別線

#### 道の駅
- 道の駅もち米の里☆なよろ（2008年4月20日開業[24]）

## 観光

### 文化財

#### 市指定文化財

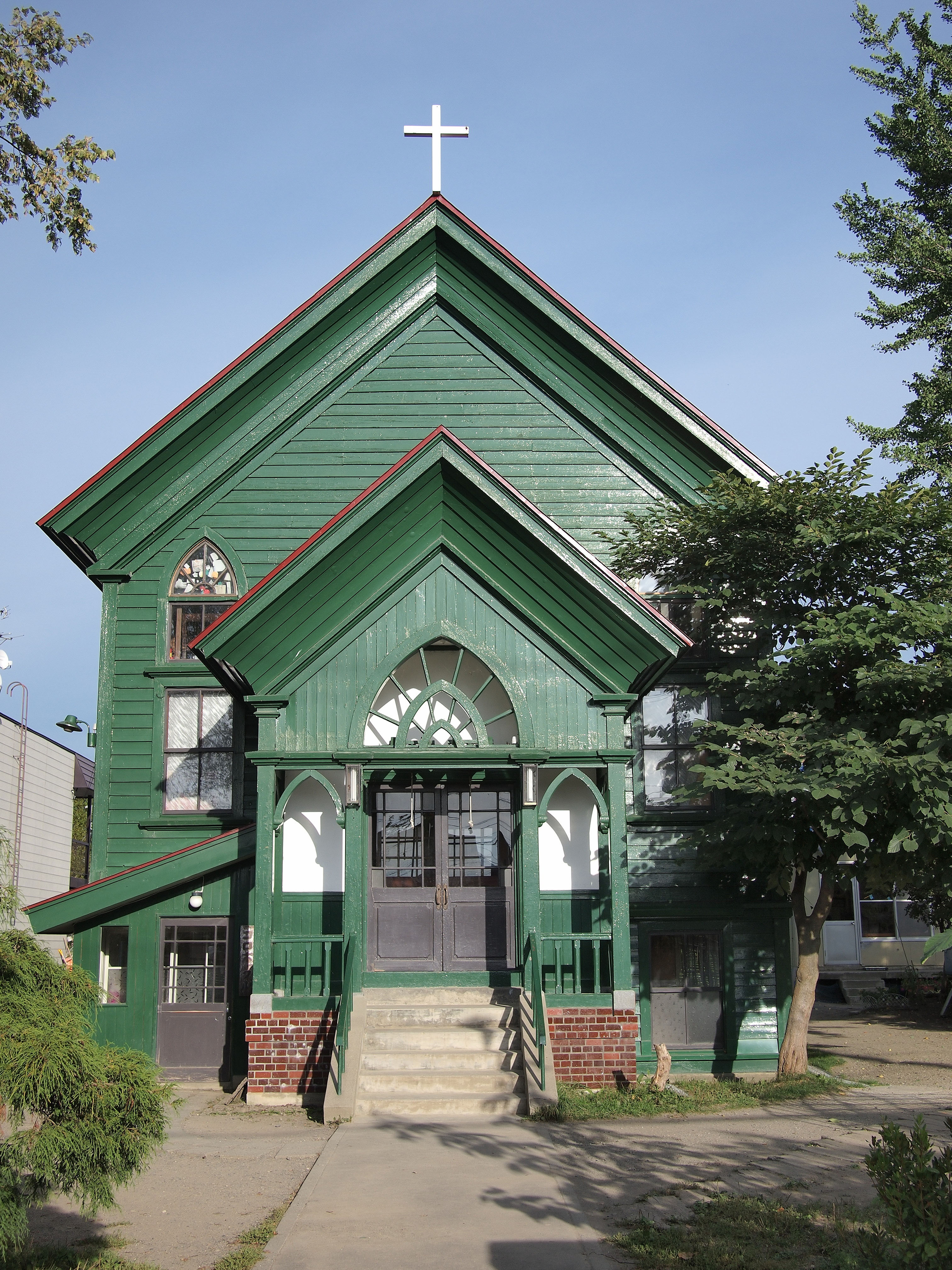
名寄教会（2010年9月）

- 日本基督教団名寄教会堂
- 風連獅子舞 - 風連獅子舞保存会
- 名寄公園のミズナラ林
- グイマツ - 東風連小学校敷地内

#### 名勝・天然記念物
- ピリカノカ（アイヌ語: ピㇼカノカ）
- 九度山（クトゥンヌプリ）
- 名寄鈴石 - 名寄市北国博物館
- 名寄高師小僧 - 名寄市北国博物館

### 観光スポット
- なよろ市立天文台

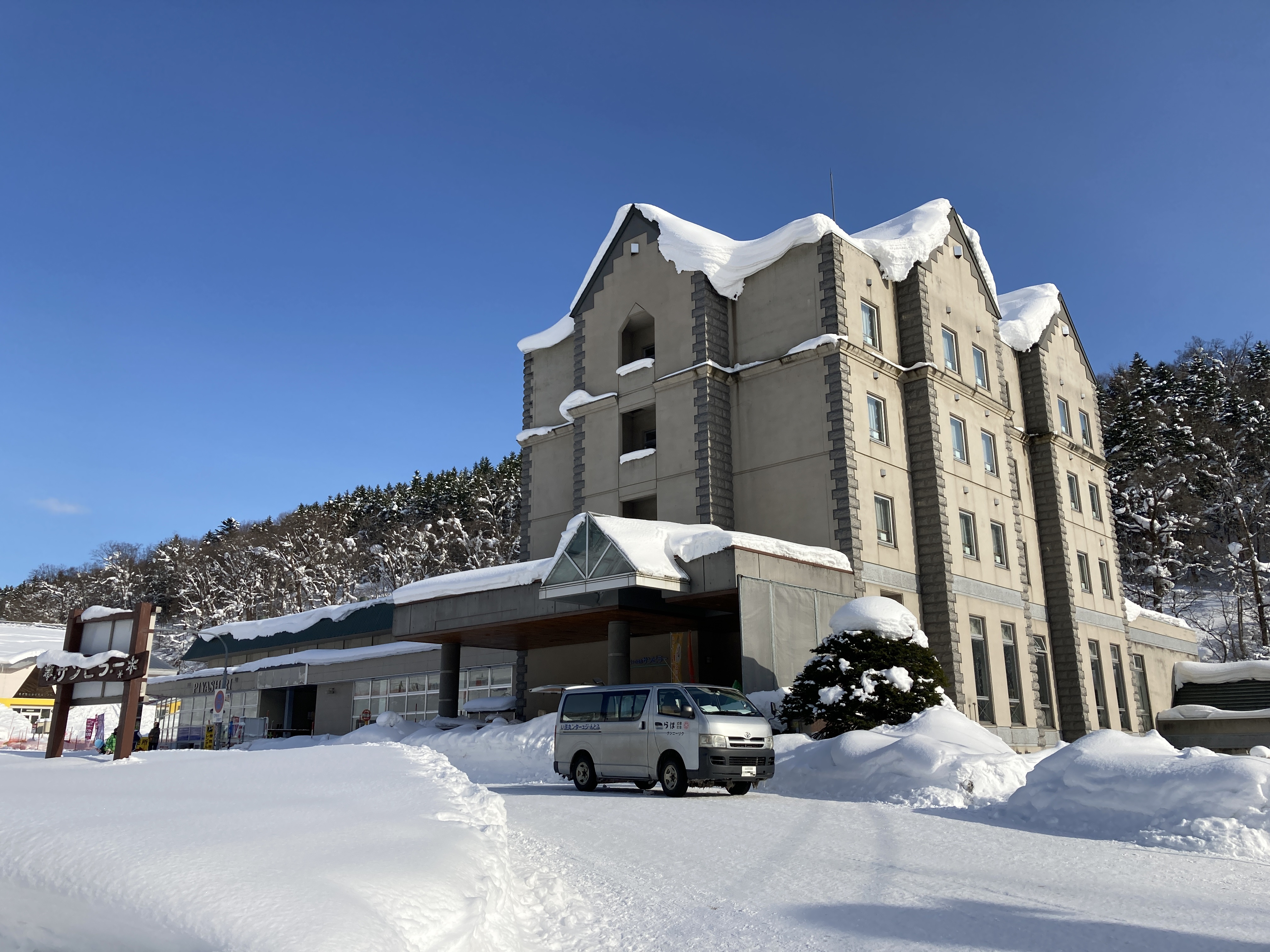
なよろ温泉サンピラー（2021年2月）

- 名寄ピヤシリスキー場 - 名寄市所有、名寄振興公社運営の公設民営[25]。（雪質日本一を謳っている。）
- 名寄市北国博物館（キマロキ編成の展示）
- なよろ温泉サンピラー
- なよろひまわり畑
- ふうれん望湖台自然公園
- 道の駅もち米の里☆なよろ
- 「森臥」－ 日本最北のワイナリー

## 文化･名物

### 祭事･催事
祭事
- てっし・名寄まつり（8月上旬）
- 智恵文ひまわり畑（8月）
- なよろ雪質日本一フェスティバル・国際雪像彫刻大会（2月中旬）
- 風連冬まつり
- 日進スノーフェスティバル
- 白樺まつり
- 風連ふるさとまつり
- 風連神社祭

催事
- JOCジュニアオリンピックカップ全日本ジュニアスキー選手権大会 兼 全日本中学生選抜スキー大会（ノルディック種目）（3月中旬）
- なよろ憲法記念ハーフマラソン大会（5月第2週日曜）
- サンピラー国体記念サマージャンプ大会（7月下旬）
- 有森裕子なよろひまわりリレーラン（8月上旬）
- 名寄ピヤシリジャンプ大会（12月上旬、土曜日）
- 吉田杯ジャンプ大会（12月上旬、日曜日）
- 名寄コンバインドチャンピオン競技会（12月中旬、土曜日）
- 全日本コンバインド大会（12月中旬、日曜日）
- クロスカントリー名寄大会（12月23日）

### 名産･特産
- 煮込みジンギスカン
- 餅米
- アスパラガス
- えびすかぼちゃ

## 出身関連著名人
- 東国幹 - 衆議院議員
- 新井舞良 - ファッションモデル
- いくえみ綾 - 漫画家
- 石田直裕 - 将棋棋士
- 伊藤晋平 - 東北放送アナウンサー
- 伊藤恭子 - 駐エチオピア日本国大使館特命全権大使、元在トロント日本国総領事館総領事[26]
- 岸本純幸 - JFEエンジニアリング社長兼CEO
- 木原直哉 - ポーカー選手
- 佐藤愛子 - 柔道選手
- 桜庭康喜 - 元名寄市長
- 谷田康真 - カーリング選手
- 名寄岩静男 - 大相撲元大関
- 西田直道 - 作曲家
- 日笠雅人 - 元プロ野球選手（投手）
- 牧野勇司 - 士別市長
- 松下由樹 - 女優
- 大塚裕土 - プロバスケットボール選手
- 元晴 - サックス奏者（SOIL&"PIMP"SESSIONSメンバー)
- 村中虹介 - プロスノーボード選手

## 名寄市を舞台とした作品

### 漫画
- 星守る犬 - 2011年 瀧本智行監督